# اریک کریر
اریک کریر (فرانسوی: Eric Carrière‎؛ زادهٔ ۲۴ مهٔ ۱۹۷۳) بازیکن سابق فوتبال اهل فرانسه است.
از باشگاه‌هایی که در آن بازی کرده‌است می‌توان به باشگاه فوتبال لانس، باشگاه فوتبال نانت، باشگاه فوتبال المپیک لیون، و باشگاه فوتبال دیژون اشاره کرد.
وی همچنین در تیم ملی فوتبال فرانسه بازی کرده‌است.